# شركة النصر للمسبوكات
النصر للمسبوكات (بالإنجليزية: El Nasr Castings (ENC)) هي شركة مصرية رائدة في مجال صناعة منتجات الحديد الزهر الرمادي و الحديد الزهر المرن (الدكتايل). تُعتبر من أكبر الشركات في هذا المجال في مصر والشرق الأوسط وأفريقيا. تأسست الشركة في عام 1960، ثم تحولت إلى شركة مساهمة مصرية عام 1997 وفقًا ل القانون رقم 159 لسنة 1981.

## تاريخ الشركة
تأسست الشركة في أوائل الستينيات من القرن الماضي، ولعبت دورًا هامًا في تلبية احتياجات مشاريع البنية التحتية القومية في مصر، خصوصًا في قطاعي المياه والصرف الصحي. في عام 1997، تحولت الشركة إلى شركة مساهمة مصرية بموجب القانون رقم 159 لسنة 1981. واجهت الشركة بعض التحديات في فترات سابقة، أدت إلى توقفها عن العمل لمدة عامين تقريبًا.

## أسباب التوقف وإعادة التشغيل
توقفت الشركة عن العمل نتيجة لعدة عوامل، منها تراكم الديون، ونقص الاستثمارات، ومشاكل إدارية وهيكلية.
قامت الدولة المصرية بجهود كبيرة لإعادة تشغيل الشركة، وشملت هذه الجهود حل المشاكل المالية، وتوفير المواد الخام، ومتابعة عمل مجلس الإدارة. لعبت هذه الجهود دورًا حاسمًا في عودة الشركة للعمل من جديد.
في عام 2024، قام كامل الوزير وزير النقل والصناعة بزيارة الشركة لتفقد سير العمل وخطوط الإنتاج، وذلك في إطار جهود الدولة لإعادة تشغيل الشركة وحل المشاكل التي واجهتها واستعادة مكانتها كأحد الصروح الصناعية الهامة.

## المنتجات والخدمات
تُنتج الشركة مجموعة واسعة من المسبوكات التي تُستخدم في مختلف الصناعات، بما في ذلك:
- مواسير الحديد الزهر المرن: تُستخدم في شبكات مياه الشرب والصرف الصحي.
- الوصلات والقطع: تُستخدم لتوصيل وتركيب مواسير الحديد الزهر المرن.
- مسبوكات متنوعة: تُستخدم في تطبيقات صناعية مختلفة.

تُساهم منتجات الشركة في تغطية احتياجات معظم مشروعات البنية التحتية القومية في مصر.

## المصانع والعاملون
تمتلك الشركة مصنعين في كل من طناش والإسكندرية. ويعمل بهما حوالي 1342 عامل.

## الجهود التطويرية
تبذل الشركة جهودًا مستمرة لرفع كفاءة العاملين من خلال التدريب والمشاركة في ورش العمل والمعارض الدولية.